# Черняхівський (зупинний пункт)
Черняхі́вський — пасажирська зупинна залізнична платформа Київського залізничного вузла Південно-Західної залізниці. Розташована між станцією Яготин (відстань 12 км) та платформою Богданівка. Відстань до Києва — 112 км,, до Гребінки — 36 км.
Знаходиться неподалік села Черняхівка.
Виникла 1901 року. Лінію електрифіковано в 1994 році.